# Charoides pigra
Charoides pigra är en skalbaggsart som beskrevs av Martins och Maria Helena M. Galileo 1990. Charoides pigra ingår i släktet Charoides och familjen långhorningar. Inga underarter finns listade i Catalogue of Life.